# Kościół Wszystkich Świętych w Szynwałdzie
Kościół Wszystkich Świętych – kościół rzymskokatolicki, który znajdował się w Szynwałdzie w gminie Skrzyszów. Rozebrany w 1911 roku.

## Historia
Kościół drewniany wybudowany w 1555 roku o konstrukcji zrębowej z wieżą z XVII wieku. Był wielokrotnie przebudowywany i restaurowany. W XVIII wieku odnowiono wieżę i prezbiterium, a w XIX odnowiono nawę kościoła. W 1911 roku został samowolnie rozebrany przez swoich parafian w związku z budową nowego kościoła  .